# Tabulae Herculanenses
Die Tabulae Herculanenses (abgekürzt: TH) sind 160 im kampanischen Herculaneum entdeckte Wachstafeln (tabulae ceratae), auf denen  privat- und prozessrechtliche Inhalte wiedergegeben sind. Sie sind in Latein verfasst und stammen aus der klassischen Zeit des Prinzipats. Die zwischen 60 und 71 n. Chr. gefertigten Dokumente wurden in den 1930er und 1940er Jahren bei Ausgrabungen entdeckt und ausgegraben.

## Historische Einordnung
Das Wachstafelarchiv wurde beim Ausbruch des Vesuvs im Jahr 79 n. Chr. verschüttet und blieb deshalb erhalten. Erstmals ediert wurden die Tabulae Herculanenses in den Jahren von 1946 bis 1961 von Vincenzo Arangio Ruiz und Giovanni Pugliese Carratelli im Journal Parola del Passato, eine Neuedition gab Giuseppe Camodeca 2017 heraus.
Vergleichbare Wachstafelfunde sind aus den bei demselben Vulkanausbruch verschütteten Städten Pompeji (Täfelchen des Caecilius Iucundus) und aus Murecine (Tabulae Pompeianae novae) bekannt. Sie geben Auskunft über die römische Sozial- und Wirtschaftsgeschichte, insbesondere über die Rechtsgepflogenheiten, in eigener Sache aber auch – und wichtig für die Geschichtsschreibung – über onomastische Befassungen und eponyme Konsuln (fasti consulares). Einzelheiten sind dabei in Punkten umstritten.

## Inhalt
Die herculanesischen Tafeln bieten anschauliche Informationen über den römischen Rechtsalltag. Insbesondere sind sie hilfreich bei der Überprüfung, ob gesetzliche Voraussetzungen eingehalten und Sanktionen bei Zuwiderhandlungen durchgesetzt wurden. In Auszügen: Augustus hatte mit der lex Aelia Sentia ein halbes Jahrhundert vor Erstellung der Tafeln Restriktionen in der Freilassungspolitik angeordnet und zu dem Zweck massive Einschränkungen im Themenbereich des Bürgerrechts eingeführt. Das aus den Tafeln hervortretende Dokumentationsbedürfnis legt nahe, dass die Anweisungen der lex akribisch eingehalten wurden.
Wertvolle Hinweise geben sie auch – in Ergänzung zu papyrologischen Belegen – zur dokumentarischen Praxis einer in Rom sehr häufig behandelten Problematik, der Vermögensweitergabe (Sukzession) von Todes wegen. Ausführlich werden zahlreiche Förmlichkeiten beschrieben, deren Einhaltung sorgsam zu überwachen war. Das galt vor allem für das Antragswesen, also bevor der Bedachte sich an prätorischen oder prokonsularischen Besitzeinweisungen, sei es aufgrund Testaments, sei es aufgrund gesetzlicher Erbfolge, erfreuen durfte (bonorum possessio secundum tabulas). Die Anträge (agnitiones) mussten in Latein und im Stile des Bittcharakters abgefasst werden. Dabei waren stringent Fristen einzuhalten. Bestenfalls unverschuldete Unkenntnis über Umstände des Erbfalls konnte den Fristenlauf ausnahmsweise hemmen (tempus utile). Unkenntnis über die rechtliche Situation schadete hingegen.
In verfahrensrechtlicher Hinsicht erwähnenswert sind zudem die Bestimmungen zur gerichtlichen Vorladung (vadimonium Romam), die Stellung von Identitätszeugen für die gerichtlichen oder außergerichtlichen Untersuchungen (cognitoris datio) und die Befragung (interrogatio) von Augenzeugen. Dokumentiert sind zudem wichtige Einzelheiten zu Finanzgeschäften, etwa Litteralverträgen (nomina arcaria), Schuldanerkenntnissen und mündlichen Darlehensverträgen (mutua cum stipulatione).

## Ausgabe
- Giuseppe Camodeca: Tabulae Herculanenses. Edizione e commento, I. Quasar, Rom 2017, ISBN 978-88-7140-820-0.